# 이석훈 (영화 감독)
이석훈(1972년 1월 6일 ~ )은 대한민국의 영화 감독이자 각본가이다. 2006년, 영화 《방과후 옥상》으로 감독 데뷔하였다.

## 학력
- 한양대학교 연극영화과 학사

## 필모그래피
- 2001년 《순간접착제》 (각본, 연출, 편집)
- 2006년 《방과후 옥상》 (각본, 연출)
- 2007년 《두 얼굴의 여친》 (연출)
- 2012년 《댄싱퀸》 (각본, 연출)
- 2014년 《해적: 바다로 간 산적》 (각본, 연출)
- 2015년 《히말라야》 (연출)
- 2018년 《모시몬스터스 극장판》 (연출)
- 2022년 《공조 2: 인터내셔날》 (연출)

## 수상
- 2000년 제51회 몬테카티니 국제단편영화제 심사위원 특별상
- 2014년 제22회 대한민국 문화연예대상 영화 감독상